# Witchblade (stripverhaal)
Witchblade is een in 1995 begonnen comicreeks van uitgeverij Top Cow Productions, een divisie van Image Comics. De oorspronkelijke schrijvers waren  Brian Haberlin en Christina Z, de originele tekenaar Michael Turner.

## Inhoud
De serie draait om de New Yorkse politieagente Sara Pezzini, die onbedoeld 'in het bezit' komt (letterlijk 'vergroeit ze met') van de Witchblade. Dit is een bovennatuurlijk wapen in de vorm van een handschoen, dat door de eeuwen heen gedragen is door verschillende vrouwen (over de andere vrouwen wordt meer verteld in zusterserie Tales of the Witchblade). De Witchblade gedraagt zich als een symbiont die zich volledig ten dienste stelt van haar drager en enorme beschermende en aanvallende krachten bevat. Het brengt uitstulpingen van zichzelf voort die gebruikt kunnen worden als lang of kort steekwapen, als klauw, als ketting en als vleugels, waardoor de drager kan vliegen. Verder schiet het zowel scherpe als explosieve projectielen af. Het wapen hecht zich alleen niet aan iedereen. Wanneer een onwaardig iemand zijn of haar hand in de handschoen steekt, is hij/zij die kwijt.
Wanneer de originele ontdekker en belangrijkste antagonist van de serie, de eeuwenoude ondernemer Kenneth Irons, ervan bewust wordt dat de Witchblade weer is opgedoken, zet hij de jacht in om het in zijn bezit te krijgen. Hij wordt bijgestaan door zijn bodyguard Ian Nottingham, een ultiem begaafde ex-S.A.S., ex-Yakuza-geïnfiltreerd gevechtsspecialist.

## Betekenis van de Witchblade
De Witchblade is een van dertien eeuwenouwde voorwerpen in bestaan met immense bovennatuurlijke kracht. Deze komen allen voort uit The Darkness en The Angelus, het oergoede en oerkwaad van het universum. De volgende voorwerpen van deze dertien zijn geopenbaard in Witchblade: Witchblade, The Angelus, The Darkness, The Ember Stone en The Eye of Winter.

## In andere media
- In 2000 verscheen er een televisieserie gebaseerd op de comic. De serie werd geïntroduceerd met een televisiefilm. Yancy Butler vertolkt in de serie de rol van Sara Pezzini. De serie liep 23 afleveringen.
- In 2006 verscheen de anime Witchblade, welke 24 afleveringen liep. In deze serie is Pezzini niet meer de drager, maar een toekomstig personage genaamd Masane Amaha.
- Een bioscoopfilm gebaseerd op Witchblade staat al sinds kort na de lancering van de comicreeks op de rol, maar de verwachte verschijningsdatum daarvoor is al verschillende malen uitgesteld. Het is nog niet bekend of en wanneer deze verfilming er daadwerkelijk gaat komen.

## Cross-overs
Witchblade werd verschillende keren in cross-overs met personages uit andere comicreeksen betrokken. Voorbeelden hiervan zijn Lara Croft, de Justice League of America en karakters uit Battle of the Planets.